# Lofsöngur
Lofsöngur je islandska državna himna. Sveinbjörn Sveinbjörnsson je skladao glazbu, dok je tekst napisao Matthías Jochumsson. Usvojena je kao nacionalna himna 1944. godine, kada je zemlja izglasala prekid svoje personalne unije s Danskom i postala nezavisna republika.

## Stihovi naislandskom
Ó, guð vors lands! Ó, lands vors guð!
Vér lofum þitt heilaga, heilaga nafn!
Úr sólkerfum himnanna hnýta þér krans
þínir herskarar, tímanna safn.
Fyrir þér er einn dagur sem þúsund ár
og þúsund ár dagur, ei meir:
eitt eilífðar smáblóm með titrandi tár,
sem tilbiður guð sinn og deyr.
Íslands þúsund ár,
Íslands þúsund ár,
eitt eilífðar smáblóm með titrandi tár,
sem tilbiður guð sinn og deyr.
Ó, guð, ó, guð! Vér föllum fram
og fórnum þér brennandi, brennandi sál,
guð faðir, vor drottinn frá kyni til kyns,
og vér kvökum vort helgasta mál.
Vér kvökum og þökkum í þúsund ár,
því þú ert vort einasta skjól.
Vér kvökum og þökkum með titrandi tár,
því þú tilbjóst vort forlagahjól.
Íslands þúsund ár
Íslands þúsund ár
voru morgunsins húmköldu, hrynjandi tár,
sem hitna við skínandi sól.
Ó, guð vors lands! Ó, lands vors guð!
Vér lifum sem blaktandi, blaktandi strá.
Vér deyjum, ef þú ert ei ljós það og líf,
sem að lyftir oss duftinu frá.
Ó, vert þú hvern morgun vort ljúfasta líf,
vor leiðtogi í daganna þraut
og á kvöldin vor himneska hvíld og vor hlíf
og vor hertogi á þjóðlífsins braut.
Íslands þúsund ár
Íslands þúsund ár
verði gróandi þjóðlíf með þverrandi tár,
sem þroskast á guðsríkis braut.

## Prijevod na himne nahrvatskom jeziku
O, Bože, naša zemlja! Naša zemlja je Bog! Zahvaljujemo na svetosti, svetom imenu!  Solarno nebo plete ti vijenac Vaši domaćini, prikupljaju vrijeme.  Tebi je jedan dan kao tisuću godina,  tisuću godina, ne više:  mali cvijet vječnosti s drhtave suze,  Mi obožavamo Boga i umiranje,  Island je tisuću godina star,  Island je tisuću godina star,  mali cvijet vječnosti s drhtave suza,  Mi obožavamo Boga i umiranje.  O, Bože, o, Bože! Mi ispadamo i nudimo vam oganj, gori duša,  Bog Otac, naš Gospodin iz generacije u generaciju,  i mi smo kuke našeg Svetog pitanja.  Molimo i zahvaljujemo tisućama godina,  zato što imamo zaklon.  Molim i hvala, drhtimo suzama,  zato što tilbjóst okreće našu sudbinu Island je tisuću godina star Island je tisuću godina star húmköldu jutarnje suze,  s toplim suncem sja.  O, Bože, naša zemlja! Naša zemlja je Bog!  Živimo u njihanju, mašući bojama slame.  Mi umiremo, ako je tamo svjetlo i život je tamo,  koji nas podiže iz prašine.
Dostojan svakog jutra naš najslađi život,  Naše vodstvo u danima Puzzle a noću naš nebeski odmor i proljeće a naše društvo na Sveučilištu Duke razbijeno.  Island je tisuću godina star Island je tisuću godina star biti dinamika društva s dwindling suzama,
u Kraljevskom putu.

## Vanjske poveznice
- The Icelandic National Anthem